# Juri Igorewitsch Nesterow
Juri Igorewitsch Nesterow (russisch Юрий Игоревич Нестеров, * 24. März 1967 in Leningrad) ist ein ehemaliger russischer Handballspieler, der zumeist als Kreisläufer eingesetzt wurde.
Der 2,06 m große und 114 kg schwere Rechtshänder begann mit dem Handballspiel in seiner Heimatstadt bei Newa Leningrad. Während seiner Armeezeit spielte er für ZSKA Moskau, anschließend kehrte er zurück nach Leningrad. Nach dem Zusammenbruch der Sowjetunion wechselte er 1991 mit vielen anderen osteuropäischen Spitzenspielern in die spanische Liga ASOBAL. Nach zwei Jahren bei SDC San Antonio wurde er vom damaligen Topverein Teka Santander verpflichtet. Mit Teka gewann er die spanische Meisterschaft und die EHF Champions League 1993/94. Nach nur einer Saison schloss er sich Academia Octavio Vigo an, mit dem er 1994/95 im Königspokal ausgerechnet seinem ehemaligen Verein im Finale unterlag. Im Europapokal der Pokalsieger 1995/96 erreichte er das Achtelfinale und im Euro-City-Cup 1997/98 das Halbfinale. Daraufhin wechselte er in die portugiesische Andebol 1 zu Académico Basket Clube, mit dem er 1999 und 2001 Meister sowie 2000 Pokalsieger wurde. Im EHF-Pokal 1999/2000 kam er ins Halbfinale und in der EHF Champions League 2000/01 ins Viertelfinale. Es sollten seine letzten Erfolge bleiben. Nach Stationen bei SD Teucro und Bidasoa Irún wechselte der als knallharter Abwehrspieler bekannte Nesterow im Februar 2005 zum deutschen Bundesligisten SC Magdeburg, verließ den Verein jedoch bereits einen Monat später. Zuletzt spielte er bei den unterklassigen spanischen Vereinen Porriño und Conservas Boya de Camariñas.
Mit der sowjetischen Nationalmannschaft gewann Juri Nesterow bei den Olympischen Spielen 1988 die Goldmedaille. Bei der Weltmeisterschaft 1990 unterlag er im Finale dem schwedischen Team. Nesterow bestritt 125 Länderspiele.
Im Vorfeld der Olympischen Winterspiele 2014 in Sotschi trug Juri Nesterow die olympische Fackel durch Sankt Petersburg.